# 子守歌 (ショパン)
子守歌（こもりうた）変ニ長調 作品57は、フレデリック・ショパンが1844年に作曲したピアノ独奏曲。ただし、元々の題名は「変奏曲」であり、試演の際に改訂されたときにこの題名となった。出版は1845年、エリーズ・ガヴァール嬢に献呈された。

## 構成
- 変ニ長調、Andante
右手の奏する4小節の旋律が15回変奏される一方、主音のバスは、最後で少し変化する以外、全く同じ和声の伴奏形が全曲を通して延々と繰り返される。一種のパッサカリアであるとも言える。ショパンが「変奏曲」と命題して作曲したものは、『華麗な変奏曲』や『民謡主題の変奏曲』など、初期の作品に限られるが、以後の作品でもバラード第4番をはじめ、様々な作品の中で変奏技法が応用して用いられている。本作も変奏技法の隠れた名手としての作曲者の面目を示すものといえるだろう。